# 我愛扭紋柴
《我愛扭紋柴》是1992年上映的一部香港愛情喜劇電影，由羅啟銳執導，周潤發、鄭裕玲、毛舜筠和黃秋生主演，劉嘉玲特別客串。本片是少數以新界圍頭村作故事背景的電影，而電影中不少角色皆有圍頭話對白。黃秋生及毛舜筠憑本作獲提名第12屆香港電影金像獎最佳男配角和最佳女配角。

## 故事簡介
吳山水（周潤發飾）是新界圍頭村村長，他有一個青梅竹馬女友郭飛螢（鄭裕玲飾），郭在數年前移民外國，其後回港找吳，由於兩人生活圈子不同，故顯得隔膜重重。郭亦學會將愛情投資在高檔男人上，這教吳發憤圖強，更開始結交不同女性。縱使如此，兩人心裡一直對大家有一份莫名的牽掛，在一年的元宵節，兩人在村裡重逢，閒談間兩人勾起昔日的甜蜜回憶，愛火瞬即重燃，但在駕車兜風途中，卻誤墮山崖。

## 演員
| 演員   | 角色                   |
| 周潤發 | 吳山水                 |
| 鄭裕玲 | 郭飛螢                 |
| 毛舜筠 | 大粒蚊                 |
| 黃秋生 | 點地公                 |
| 劉嘉玲 | 莊素珊（Susan）        |
| 陳輝虹 | 林講師                 |
| 方保羅 | 方工程師               |
| 盧冠廷 | 鋼琴手                 |
| 林穎嫻 | 吳山水在溜冰場的女朋友 |
| 譚倩紅 | 吳山水母親             |
| 陳果   |                        |
| 魯芬   |                        |
| 吳耀漢 | 吳山水的英文老師       |

## 獎項
| 年份 | 頒獎典禮             | 獎項       | 名字   | 結果 |
| ---- | -------------------- | ---------- | ------ | ---- |
| 1993 | 第12屆香港電影金像獎 | 最佳男配角 | 黃秋生 | 提名 |
| 1993 | 第12屆香港電影金像獎 | 最佳女配角 | 毛舜筠 | 提名 |

## 外部連結
- 香港影庫上《我愛扭紋柴》的資料（繁體中文）
- 開眼電影網上《我愛扭紋柴》的資料（繁體中文）
- 时光网上《我愛扭紋柴》的資料（简体中文）
- 豆瓣电影上《我愛扭紋柴》的資料 （简体中文）
- 爛番茄上《我愛扭紋柴》的資料（英文）
- 互联网电影数据库（IMDb）上《我愛扭紋柴》的资料（英文）